# زلتان هوساریک
زلتان هوساریک (مجاری: Zoltán Huszárik؛ ۱۴ مه ۱۹۳۱ – ۱۵ اکتبر ۱۹۸۱) یک کارگردان فیلم و فیلم‌نامه‌نویس اهل مجارستان بود.
از فیلم‌ها یا مجموعه‌های تلویزیونی که وی در آن‌ها نقش داشته‌است می‌توان به سندباد اشاره نمود.